# Bentonia
Bentonia é uma cidade  localizada no estado americano de Mississippi, no Condado de Yazoo.

## Demografia
Segundo o censo americano de 2000, a sua população era de 500 habitantes. 
Em 2006, foi estimada uma população de 499, um decréscimo de 1 (-0.2%).

## Geografia
De acordo com o United States Census Bureau tem uma área de 
3,5 km², dos quais 3,5 km² cobertos por terra e 0,0 km² cobertos por água. Bentonia localiza-se a aproximadamente 107 m acima do nível do mar.

## Localidades na vizinhança
O diagrama seguinte representa as localidades num raio de 32 km ao redor de Bentonia. 